# Haji Aliyev
Haji Aliyev (født 21. april 1991) er en aserbajdsjansk bryder.
Han repræsenterede Aserbajdsjan ved sommer-OL 2016 i Rio de Janeiro, hvor han tog bronze i 57 kg.
Under sommer-OL 2020 i Tokyo, som blev afholdt i 2021, vandt han sølv.